# Faridah Àbíké-Íyímídé
Œuvres principales
Ace of Spades
Faridah Àbíké-Íyímídé, née en 1998 à Londres, est une romancière, nouvelliste et chroniqueuse britannique. Son premier roman, le thriller pour jeunes adultes Ace of Spades (2021), a reçu le NAACP Image Award dans la catégorie « Meilleure œuvre littéraire pour adolescents » (Outstanding Literary Work, Youth/Teens) en 2022 et a atteint le top dix de la liste des best-sellers du New York Times.
Faridah Àbíké-Íyímídé a également contribué à plusieurs publications dans The Bookseller, gal-dem, NME et Reader's Digest.

## Jeunesse et éducation
Faridah Àbíké-Íyímídé naît à Croydon, dans le sud de Londres, en 1998, et y grandit,,,. Elle a vécu à Aberdeen, en Écosse, et a étudié l'anglais, le chinois et l'anthropologie à l'Université d'Aberdeen,. Elle vit actuellement à Londres.

## Carrière littéraire
Le premier roman de Faridah Àbíké-Íyímídé, Ace of Spades, est un thriller pour jeunes adultes dont les thèmes sont « l'homophobie dans la communauté noire, le racisme institutionnel et la diversité de pensée parmi les Noirs ». En 2018, à l'aide de son agent, elle signe un contrat d'édition au Royaume-Uni pour Ace of Spades avec Usborne Publishing,. En 2020, elle obtient un contrat d'édition américain avec Macmillan Publishers pour Ace of Spades ainsi que pour un deuxième roman, pour une somme à sept chiffres,,,.
Ace of Spades est traduit en français sous le titre As de pique en 2023, chez De Saxus.

## Vie privée
Faridah Àbíké-Íyímídé est ouvertement queer.

## Œuvres
- As de pique, De Saxus, 2023 (Ace of Spades, Usborne, 2021  (ISBN 978-1474967532)), trad. Isabelle Troin, 439 p.  (ISBN 9782378762049)
- Là où gisent les endormies, Ellipsis, 2024 (Where Sleeping Girls Lie, Feiwel & Friends, 2024  (ISBN 9781250800855)), trad. Emilie Chiron, 640 p.  (ISBN 9782385620172)
- Four Eids and a Funeral, Feiwel & Friends, 2024, 336 p.Écrit avec Adiba Jaigirdar.